# Acide hexafluorosilicique
L'acide hexafluorosilicique (ou fluorosilicique) est un composé chimique de formule H2SiF6, qui n'existe jamais à l'état pur mais toujours en solution dans un solvant donneur de protons à pH faible (acide). L'eau est le solvant le plus courant, formant une solution aqueuse qui se présente sous la forme d'un liquide incolore contenant le cation hydronium H3O+ et l'anion hexafluorosilicate (ou fluorosilicate) SiF62−. La distillation d'une solution aqueuse d'acide fluorosilicique dégage ainsi non pas des molécules H2SiF6 mais libère plutôt du fluorure d'hydrogène HF, du tétrafluorure de silicium SiF4 et de la vapeur d'eau H2O.
Les sels de l'acide hexafluorosilicique sont appelés hexafluorosilicates (ou fluorosilicates) : hexafluorosilicate de sodium, hexafluorosilicate d'ammonium (en), etc.

## Production et principales réactions chimiques
L'acide fluorosilicique est extrait comme sous-produit de la synthèse de l'acide fluorhydrique HF(aq) par réaction de l'acide sulfurique H2SO4 sur la fluorine, un minéral constitué essentiellement de fluorure de calcium CaF2 : environ 50 kg de H2SiF6 par tonne de fluorure d'hydrogène produite, une partie de celui-ci réagissant avec les minéraux silicatés présents comme impuretés dans la fluorine. De la même manière, l'acide fluorosilicique est également un sous-produit de la synthèse de l'acide phosphorique H3PO4 à partir d'apatite et de fluorapatite, HF(aq) réagissant sur les silicates pour former du tétrafluorure de silicium SiF4, lequel réagit à son tour avec l'acide fluorhydrique pour donner H2SiF6 :
SiO2 + 4 HF(aq) → SiF4 + 2 H2O,
SiF4 + 2 HF(aq) → H2SiF6 (aq).
L'acide fluorosilicique peut ainsi être produit directement par l'action de l'acide fluorhydrique HF(aq) sur le tétrafluorure de silicium SiF4.
La neutralisation de solutions d'acide fluorosilicique par des bases alcalines conduit à la formation des sels de fluorosilicates alcalins correspondants. L'hydroxyde de sodium NaOH agissant sur de l'acide fluorosilicique H2SiF6 (aq) donne ainsi du fluorosilicate de sodium Na2SiF6 :
H2SiF6 (aq) + 2 NaOH → Na2SiF6 + 2 H2O.
Cette réaction de neutralisation doit demeurer ménagée car l'excès de base conduit à l'hydrolyse du fluorosilicate :
Na2SiF6 + 4 NaOH → 6 NaF + SiO2 + 2 H2O.
On produit les autres fluorosilicates de la même façon, tel que le fluorosilicate d'ammonium (en) (NH4)2SiF6.

## Applications
L'acide fluorosilicique est essentiellement converti en fluorure d'aluminium AlF3 et en cryolite Na3AlF6. Ces composés sont essentiels dans la conversion des minerais d'aluminium (bauxite) en aluminium métallique. La formation du fluorure d'aluminium s'écrit :
H2SiF6 (aq) + Al2O3 → 2 AlF3 + SiO2 + H2O.
Il est également converti en un ensemble de sels d'hexafluorosilicate aux utilisations variées : le fluorosilicate de potassium K2SiF6 est utilisé dans la production de porcelaines, celui d'ammonium (NH4)2SiF6 comme désinfectant et dans la gravure sur verre, celui de magnésium MgSiF6 comme insecticide et dans la production de bétons spéciaux, celui de baryum BaSiF6 dans la production de matériaux phosphorescents, celui de sodium Na2SiF6 principalement pour la fluoration de l'eau, celui de plomb PbSiF6 dans la purification de ce métal par électrolyse, etc.
Par ailleurs, l'acide fluorosilicique est un réactif utilisé en synthèse organique pour cliver les liaisons Si–O des éthers de silyle.